# レモンティー 〜搾って、ボクのレモンを〜
「レモンティー 〜搾って、ボクのレモンを〜」は、韓国出身の双子姉妹ユニット・レッド・ペッパー・ガールズの1stアルバムである。規格品番はFRD-7。

## 概要
- D・A・Iプロデュースによるカバー・アルバム。

## 収録曲
1. レモンティー
作詞：柴山俊之
作曲：鮎川誠
編曲：Da Fuzz
サンハウス、シーナ&ザ・ロケッツのカヴァー
2. カルメン'77
作詞：阿久悠
作曲：都倉俊一
編曲：木村玲 / Da Fuzz
ピンク・レディーのカヴァー
3. 恋のダイヤル6700
作詞：阿久悠
作曲：井上忠夫
編曲：Da Fuzz
フィンガー5のカヴァー
4. 週刊東京「少女A」
作詞：サンプラザ中野
作曲：中崎英也
編曲：Da Fuzz
爆風スランプのカヴァー
5. 青空
作詞/作曲：真島昌利
編曲：Da Fuzz
THE BLUE HEARTSのカヴァー
6. FUJIYAMA MAMA
作詞：亜蘭知子
作曲：Earl Burrows / Jack Hammer
編曲：本田毅 / 木村玲 / Da Fuzz
アニスティーン・アレン(en:Annisteen Allen)、ワンダ・ジャクソン(en:Wanda Jackson)のカヴァー
7. 愛がすべて 〜CAN’T GIVE YOU ANYTHING (BUT MY LOVE) (en:Can't Give You Anything (But My Love))
作詞/作曲：Hugo E Peretti(en:Hugo E Peretti) / Luigi Creatore(en:Luigi Creatore) / George David Weiss(en:George David Weiss)
韓国詩：レッド・ペッパー・ガールズ
編曲：木村玲 / 佐藤晃 / Da Fuzz
スタイリスティックスのカヴァー
8. 愛がすべて 〜CAN’T GIVE YOU ANYTHING(BUT MY LOVE) (FREEDOMBUNCH CLUB MIX)
Remixed by FREEDOMBUNCH